# Refluxösophagitis
Refluxösophagitis ist eine durch Magensaftrückfluss verursachte Entzündung des unteren Teils der Speiseröhre. Die Refluxösophagitis ist eine Unterform der gastroösophagealen Refluxkrankheit, die mit endoskopisch oder histologisch sichtbaren Veränderungen der Schleimhaut der Speiseröhre (Ösophagus) verbunden ist und als ERD (erosive reflux disease) bezeichnet wird. Ihr gegenüber steht die NERD (non-erosive reflux disease), die mit den gleichen Symptomen, aber ohne nachweisbare Schleimhautschäden des Ösophagus einhergeht. Man geht davon aus, dass in westlichen Industrienationen bis zu zehn Prozent der Bevölkerung unter einer Refluxösophagitis leiden.

## Ätiologie und Pathogenese
Die Refluxösophagitis kann drei Ursachen haben:
1. der Ausstoß an Magensäure ist so groß, dass die Peristaltik der Speiseröhre ihn nicht mehr bewältigen kann
2. die Peristaltik der Speiseröhre ist bereits beeinträchtigt und kann auch normalen – und erst recht übermäßigen – Ausstoß an Magensäure nicht richtig zurückführen
3. der innere Schließmuskel (Ösophagussphinkter), der die Speiseröhre vom Magen trennt, funktioniert nicht richtig.

Meist liegt eine Cardiainsuffizienz zugrunde. Oft steht die Erkrankung auch in Verbindung mit einer axialen Hiatushernie: Fast alle Patienten mit Refluxösophagitis haben eine solche Hernie, aber nur 10 % aller Patienten mit einer solchen axialen Hernie zeigen Symptome der Refluxösophagitis.
Zusätzlich sind meist andere Noxen (Schadstoffe) wie Kaffee, scharfe Gewürze, Pfefferminze, Alkohol, Tabakrauch oder Medikamente involviert.

## Symptome
Vor allem nachts (bedingt durch das Liegen), nach Mahlzeiten, häufig nach Kuchen oder süßen Speisen, beim Bücken, Heben von Lasten, Konsum von Tabakrauch oder Alkohol kommt es zum sauren Aufstoßen von Magensaft und/oder zu Sodbrennen. Es kann auch ohne Sodbrennen ein unspezifischer Brustschmerz auftreten, selten im Oberbauch. In diesen Fällen ist die Abgrenzung von Herzerkrankungen schwierig.
Besonders Patienten in Sprechberufen und auch Sänger klagen wegen der Reizungen durch den Magensaft über chronische Kehlkopfentzündungen – siehe auch Laryngitis gastrica – und ein morgendliches Gefühl, als ob die „Kehle brenne“, und sind deshalb in ihrer Berufsausübung oft stark behindert. Weitere Symptome sind z. B. chronischer Husten, häufig fälschlicherweise als Asthma bronchiale diagnostiziert.

## Diagnostik

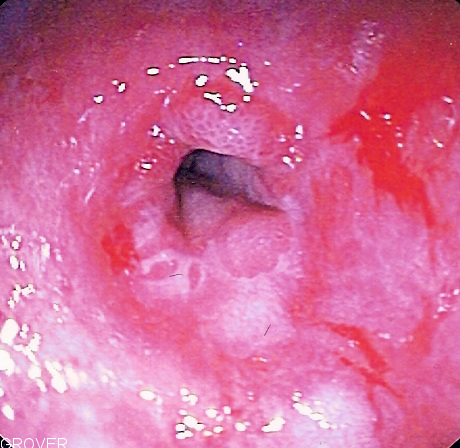
Peptische Striktur (Stadium IV)

Häufig ergibt sich bereits aus den angegebenen Beschwerden der Verdacht auf eine Refluxösophagitis. Auch eine probatorische Therapie mit Protonenpumpeninhibitoren kann diesen Verdacht erhärten.
Die definitive Diagnosestellung erfolgt endoskopisch durch eine Gastroskopie (Ösophagogastroduodenoskopie, Magenspiegelung). Dies ist auch die einzige Möglichkeit, um Proben zu entnehmen und damit eine Barrett-Dysplasie nachzuweisen. Aufgrund des festgestellten Ausmaßes der Gewebestörungen (Läsionen) lassen sich die Defekte in verschiedenen Klassifikationen einteilen. Bei der Magenspiegelung werden routinemäßig Proben genommen, um einen Test auf Helicobacter pylori durchzuführen.
Nur selten ist eine 24h-pH-Metrie (Säuremessung) mittels nasaler Ösophagussonde notwendig. Wichtig ist hierbei, dass evtl. eingenommene Protonenpumpenhemmer eine Woche zuvor abgesetzt werden.
Die katheterfreie, kapselbasierte pH-Metrie ist eine selten benötigte Spezialuntersuchung, die eine Registrierung über mehrere Tage ermöglicht.

## Klassifikationen
Nach Savary und Miller unterscheidet man vier Krankheitsstadien:
- I – Eine oder mehrere nicht konfluierende Schleimhautläsionen mit Rötung und Exsudation
- II – Konfluierende erosive und exsudative Läsionen, die noch nicht die gesamte Zirkumferenz (lateinisch: „Umfang“) des Ösophagus einnehmen
- III – Die Läsion nimmt die gesamte Zirkumferenz des Ösophagus ein
- IV – Ulcus oesophagei, Barrett-Ösophagus, Strikturen und andere chronische Schleimhautläsionen

Die Los-Angeles-Klassifikation bezieht sich auf die endoskopischen Ausmaße der Defekte und unterteilt sie in vier Stadien von A bis D:
- A – eine oder mehrere Schleimhautläsionen unter 0,5 cm
- B – min. eine Läsion länger als 0,5 cm, Läsionen überschreiten noch nicht zwei Mukosafalten
- C – es werden mehrere Mukosafalten von den Läsionen überschritten, aber es liegen noch keine zirkulären Defekte vor
- D – zirkuläre Defekte vorhanden

Die MUSE-Klassifikation unterscheidet die vier endoskopisch beurteilbaren Formationen
- Metaplasie,
- Ulkus,
- Striktur und
- Erosion und unterteilt alle vier in jeweils vier Schweregrade.

0 = fehlend; 1 = geringfügig; 2 = mittelgradig; 3 = schwergradig.
Damit ist die Muse-Klassifikation zwar die genauste, aber auch die im Alltagsgebrauch unhandlichste.

## Nicht-medikamentöse Maßnahmen
Primäres Ziel der Therapie ist, die negativen Auswirkungen der Magensäure zu unterbinden. Dabei wird zunächst versucht, die Risikofaktoren für Refluxösophagitis (Rauchen, Alkohol, starkes Übergewicht, fettreiche Speisen sowie reichliches Essen vor dem Schlafengehen) zu minimieren. So begünstigt etwa die liegende Position im Anschluss an eine Mahlzeit den Rückfluss der Magensäure in die Speiseröhre. Wurde durch reichliches und/oder fettreiches Essen vor dem Zubettgehen die Magensäureproduktion zusätzlich stimuliert, kann es daher anschließend, zumal bei Vorliegen einer Cardiainsuffizienz, zu massivem Sodbrennen kommen, weshalb es sich empfiehlt, die letzte Nahrung nicht später als ca. vier Stunden vor dem Zubettgehen zu sich zu nehmen. Auch stark säurehaltige Säfte wie Ananas- oder Orangensaft sowie kohlensäurehaltige Getränke sollten weitgehend und besonders vor dem Zubettgehen vermieden werden. Des Weiteren wurde eine Schlafstellung auf der linken Körperseite (in dieser Stellung hat der Mageneingang die höchste Position) sowie die Verwendung eines Keilkissens bzw. eines Matratzenkeils im Bett empfohlen.
Eine Studie ließ 2010 eine positive Wirkung des Kaugummikauens vermuten, da dieses zu einer Erhöhung des Speichelflusses und damit schließlich dazu führt, dass die Säure aus dem Ösophagus wieder schneller in Richtung Magen abfließen kann.

## Medikamentöse Therapie
Medikamentös kann mit einem Antazidum kurzfristig die Säure neutralisiert werden. Da der Magen darauf jedoch mit einem erhöhten Ausstoß an Magensäure reagiert, Antazida nur die Akutsymptome bekämpfen und außerdem bei vielen von ihnen Nebenwirkungen auftreten, ist eine Dauertherapie mit ihnen nicht angezeigt. Durch Histamin-H2-Rezeptorblocker dagegen kann verhindert werden, dass der Magen über H2-Rezeptoren einen Stimulus zur Magensäureproduktion erhält, und durch Protonenpumpenhemmer (PPI) schließlich, z. B. Omeprazol, Esomeprazol oder Pantoprazol, wird die Säureproduktion in den Belegzellen des Magens selbst lahmgelegt. Da diese Protonenpumpenhemmer sehr spezifisch nur auf die Belegzellen des Magens wirken und relativ wenige Nebenwirkungen aufweisen, gelten sie derzeit als Standard in der Langzeittherapie.
Jedoch wurden sie in der Vergangenheit mit vermehrten Darmentzündungen in Verbindung gebracht und können zudem die Entstehung von Osteoporose und Knochenbrüchen begünstigen, da der Magen Mineralien wie Calcium oder Eisen nicht mehr so gut aufnehmen kann. Auch die Aufnahme von Vitamin B12 kann beeinträchtigt sein, was sich auf die Fähigkeit zur Bewegung auswirkt. Wird PPI nach längerer Anwendung abgesetzt, wird zunächst mehr Magensäure produziert als zuvor, wegen der anhaltenden Wirkung, die Gastrin weiterhin freisetzt (sog. Reboundeffekt). Alternativ kann man im ersten Stadium mit Heilerde Magensäure binden. Leinsamen- oder Haferschleim schützt die Magenwände. Heilpflanzen können gegen Magenentzündung in verschiedenen Kombinationen ihren Einsatz finden, wie ein Extrakt, den auch die Bittere Schleifenblume enthält. Das Forscherteam um den Basler Chirurgen Philipp Kirchhoff entdeckte als Magensäure minderndes Mittel Zink. In einer Studie stellten die Forscher fest, dass sie durch Einnahme von 200 mg Zinksulfat den pH-Wert des Magens in Minutenschnelle von 1,5 auf 3,5 anheben konnten. Ein höherer pH-Wert bedeutet weniger Säure im Magen. Die Wirkung hielt zweieinhalb Stunden an, während PPI über 24 Stunden anhält.
Eine weitere Behandlungsoption ist die Verabreichung einer Kombination von Hyaluronsäure, Chondroitinsulfat und Poloxamer 407. Bei Körpertemperatur wird dieses vom flüssigen zu einem semi-festen Hydrogel, das sich an der Speiseröhrenschleimhaut festsetzt und sie vor Schäden durch Magensäure und Pepsin schützen soll. Hyaluronsäure und Chondroitinsulfat lindern die Reflux-Beschwerden und tragen zur Regeneration und Wundheilung der beschädigten Schleimhaut bei.
Auch Alginat kann sich als zäher Schaum über den Mageninhalt legen und auf diese Weise die Speiseröhre schützen.
Aufgrund des erhöhten Karzinomrisikos bei Vorliegen einer Refluxösophagitis sind regelmäßige gastroskopische Kontrollen notwendig, bei denen mittels Biopsie auch regelmäßig ein Test auf Helicobacter pylori durchgeführt werden sollte. Seit einigen Jahren gibt es allerdings auch einen Helicobacter-Atemtest, ein bequemes, nicht-invasives Messverfahren, mit dem über die Atemluft ebenfalls mit hoher Genauigkeit ein Befall mit Helicobacter pylori nachgewiesen werden kann. Liegt eine Besiedelung mit Helicobacter pylori vor, ist eine sogenannte Eradikationstherapie erforderlich.

## Operative Behandlung
In gravierenden Fällen, insbesondere bei Stenosen und anhaltenden Schluckbeschwerden, ist eine operative Intervention notwendig. Die Operation wird in der Regel minimalinvasiv durchgeführt; siehe auch laparoskopische Chirurgie. Durch diese Methode kann die Indikation zur Operation ausgeweitet werden, da die Ergebnisse deutlich besser sind als die der herkömmlichen offenen Operationsmethode. Im Rahmen einer internationalen Studie wurden 2005 insgesamt 160 Patienten mit einer neuen Operationsmethode erfolgreich behandelt. Dabei wird die Speiseröhre an der Verbindung zum Magen mittels einer Naht verengt; siehe laparoskopische Fundoplicatio.

## Komplikationen
Es kann zu Blutungen, Geschwüren und Stenosen im Bereich des gastroösophagealen Übergangs kommen. Durch den Blutverlust kann es auch zu einer Eisenmangelanämie kommen. Bei einigen wenigen Patienten ist diese Blutarmut das erste Symptom, mit dem sie den Arzt aufsuchen.
Die Bildung eines Barrett-Ösophagus, eine Umwandlung (Metaplasie) des Epithels in einen gastralen oder intestinalen Typ, ist möglich. Um das Risiko zu berechnen, nutzen Ärzte vereinfacht die Zehnerregel: Zehn Prozent aller Refluxkranken bekommen eine Refluxösophagitis, aus der sich in zehn Prozent der Fälle ein Barrett-Ösophagus entwickelt, von diesen entarten wiederum zehn Prozent bösartig; etwa bei jedem tausendsten Patienten kann es also zu einem Ösophaguskarzinom kommen. Patienten mit langstreckigem (>3 cm) Barrett-Ösophagus haben ein höheres Risiko für Ösophaguskarzinome, aber jeder Barrett-Ösophagus gilt als Krebsvorstufe (Präkanzerose). Darum sollte jeder Patient mit dieser Erkrankung alle 3–5 Jahre endoskopisch prüfen lassen, ob ein Karzinom entstanden ist.
Es liegt ein enger Zusammenhang zwischen Refluxkrankheit und Asthma bronchiale vor: Ein vergleichsweise hoher Prozentsatz der Asthmatiker (mind. 30 %, wahrscheinlich mehr) leidet auch an Reflux. Der genaue Mechanismus ist noch nicht geklärt. Eventuell gelangt der rückfließende Magensaft teilweise bis in die Bronchien und löst dort starke Reizungen aus. Möglich ist auch, dass die Säure den Vagusnerv (10. Hirnnerv) reizt, welcher daraufhin eine Engstellung der Bronchien (= Asthma) bewirkt.
Im Rahmen einer Refluxkrankheit kann es auch zu Erosionen des Zahnschmelzes kommen, speziell bei Kindern und Behinderten, so dass deswegen zahnärztliche Kontrollen der Mundhöhle angezeigt sein können.